# Aurélia Petit
Aurélia Petit, född 18 april 1971, är en fransk skådespelerska.

## Roller i urval
- 1996 – När katten är borta...
- 2006 – The Science of Sleep
- 2006 – Oublier Cheyenne
- 2016 – Personal Shopper
- 2019 – Osmosis (TV-serie) (6 avsnitt)
- 2022 – Saint Omer
- 2023 – De oönskade
- 2023 – Rosalie
- 2024 – Hajar i Paris